# Kamarás Gyula
Kamarás Gyula (Bácsalmás, 1914. július 30. – Budapest, 1968. május 31.) színész, rendező.

## Élete
Scheifler Ede vasúti állomásfelvigyázó és Posch Ilona fia. 1936-ban elvégezte a Színiakadémiát, majd Debrecenbe szerződött Horváth Árpád társulatához. Később rövidebb ideig a budapesti Vígszínház és a kolozsvári Nemzeti Színház tagja is volt. 1943-tól került újra a Vígszínház társulatába. A második világháborút követően számos helyen megfordult: Nemzeti Színház, Vígszínház, a Rádió színtársulata, Vidám Színpad, Ifjúsági Színház, Petőfi Színház, Jókai Színház. 1960-tól már rendezőként a Néphadsereg Művészegyüttesének lett tagja. Az 1960-as évek közepén a győri Kisfaludy Színházban is rendezett.
1939-től szerepelt filmekben, a Sárga rózsa férfi főszereplője volt 1941-ben.

### Magánélete
Felesége Sívó Mária színésznő volt, akivel 1941-ben Budapesten, a Terézvárosban kötött házasságot.

## Főbb szerepei
- Hamlet (Shakespeare: Hamlet)
- Bánk bán, Biberach (Katona József: Bánk bán)
- Petrucchio (Shakespeare: Makrancos hölgy)

## Főbb rendezései
- Hašek–Burian: Švejk
- Shakespeare: Hamlet
- Bródy Sándor: A tanítónő
- Bíró Lajos: Sárga liliom
- Gorkij: Ellenségek
- Euripidész: Trójai nők

## Filmszerepei
- Halálos tavasz (1939) – gróf Ahrenberg
- Elkésett levél (1941) – Imre
- Beáta és az ördög (1941) – az érsek titkára
- Sárga rózsa (1941)
- Magdolna (1942) – Tímár Péter
- Bűnös vagyok! (1942) – Mátray Miklós
- Gyávaság (1942) – Iván, a feleség barátja
- Késő (1943) – Apor László színész
- Rákóczi nótája (1943)
- Sári bíró (1943) – Tass Miska
- Valamit visz a víz (1943) – földesúr
- A Benedek-ház (1944) – Szakáll Géza, Katica férje
- A két Bajthay (1944) – Árvai titkára
- Vihar után (1945) – Sándorházy
- Díszmagyar (1949)
- Különös házasság (1951)
- Erkel (1952)
- Állami Áruház (1953)
- Föltámadott a tenger (1953)
- A harag napja (1953)
- Különös ismertetőjel (1955)
- A csodacsatár (1956) – gyászoló testvér, kinek fivérét egy orrszarvú taposta agyon
- A császár parancsára (1957)
- Fekete szem éjszakája (1958)
- Micsoda éjszaka! (1958)
- Sakknovella (tévéfilm, 1959) – SS tiszt
- A harminckilences dandár (1959)
- Merénylet (1960)
- Virrad (1960)
- Négyen az árban (1961)
- Katonazene (1961)
- Hagymácska (tévéfilm, 1962) – Cukorrúd herceg
- Az utolsó vacsora (1962)
- Honfoglalás I-II. (tévéfilm, 1963) – Wittsch
- A lóvátett város (tévéfilm, 1963) – elnök
- A Tenkes kapitánya (televíziós sorozat, 1964) – Kammerer főhadnagy
- Rab Ráby (tévéfilm, 1965) – ezredes
- A kőszívű ember fiai (1965)
- A száguldó riporter elindul... (1966)
- Kárpáthy Zoltán (1966)
- Én, Strasznov Ignác, a szélhámos (televíziós sorozat, 1966) – József főherceg
- Princ, a katona (televíziós sorozat, 1967)
- Utószezon (1967) – a cégtárs fia
- Változó felhőzet (1967) – nyilas
- Harlekin és szerelmese (1967)
- Egy, kettő, három (tévéfilm, 1967)
- Kártyavár (1968)